# ويليام دبليو. ارين
ويليام دبليو. ارين (بالإنجليزية: William W. Warren)‏ هو محامي وسياسي أمريكي، ولد في 27 فبراير 1834 في الولايات المتحدة، وتوفي في 2 مايو 1880 في الولايات المتحدة. حزبياً، نشط في الحزب الديمقراطي. وقد انتخب عضو مجلس النواب الأمريكي.